# トム・ライト (ラグビー選手)
トム・ライト（Tom Wright、1997年7月21日 - ）は、スーパーラグビー・パシフィックブランビーズに所属するラグビーユニオン選手、元ラグビーリーグ選手。

## プロフィール
- オーストラリア・ランドウィック出身[2]。
- ポジションはスタンドオフ(SO)、フルバック(FB)。
- 身長 186cm、体重 96kg
- オーストラリア代表キャップは23（2023年6月現在）。

## 略歴
マンリーシーイーグルス、キャンベラ・ヴァイキングズを経て、2019年、ブランビーズに加入。